# Rudy Porter
Rudy Porter (15 december 2000) is een Australisch wielrenner.

## Carrière
Als junior werd Porter in 2018 vierde in de wegrit tijdens het nationale kampioenschap. Twee maanden later werd hij negende in de door Luke Plapp gewonnen tijdrit op de Oceanische kampioenschappen.
Na in 2022 onder meer vierde te zijn geworden in de Alpes Isère Tour en tweede in de Vredeskoers voor beloften, werd Porter in 2023 prof bij Team Jayco AlUla. Zijn debuut debuut in een World Tourwedstrijd maakte hij in het Critérium du Dauphiné.

## Ploegen
- 2021 –  Trinity Racing (vanaf 24 juni)
- 2022 –  Trinity Racing (vanaf 11 maart)
- 2023 –  Team Jayco AlUla
- 2024 –  Team Jayco AlUla

Balmer · Berhe · Colleoni · Craddock · De Marchi · Dunbar · Durbridge · Engelhardt · Grmay · Groenewegen · Hamilton · Harper · Hepburn · Jansen · Juul-Jensen · Maas · Matthews · Mezgec · O'Brien · Peña · Porter · Pöstlberger · Quick · Reinders · Scotson · Sobrero · Stewart · Štybar · Yates · Zana · Jørgensen (stagiair) · McKenzie (stagiair)
Berhe · Craddock · De Marchi · De Pretto · Dunbar · Durbridge · Engelhardt · Ewan · Foldager · Groenewegen · Hamilton · Harper · Hepburn · Jansen · Juul-Jensen · Maas · Matthews · Mezgec · O'Brien · Peña · Plapp · Porter · Quick · Reinders · Schmid · Scotson · Stewart · Walscheid · Yates · Zana